# Mario Genta
Mario Genta (Turim, 1 de março de 1912 - 1993) foi um futebolista italiano que atuou como defensor entre os anos de 1932 e 1950. Seu maior triunfo foi ter conquistado uma copa do mundo com a seleção de futebol italiana no ano de 1938, porém, Mario também conquistou outros títulos como dois (2) Campeonatos Italianos e uma (1) Coppa Itália. Mario, apesar de ter atuado na Juventus, Pavia e Prato, o clube que ele mais atuou foi o Genoa, todos clubes italianos.

## Carreira
Conquistou a Copa do Mundo de 1938 com a Seleção Italiana de Futebol, dois (2) Campeonatos Italianos com a Juventus e uma (1) Coppa Itália com o Genoa.